# Rénovation wallonne
Pour les articles homonymes, voir Rénovation (homonymie).
 (décembre 2018).
Rénovation wallonne est un groupement wallon d'étude et d'action fondé par Robert Royer, en juin 1945, à la sortie de la Seconde Guerre mondiale. 
Rénovation wallonne s’inscrit dans la continuité idéologique de son ancêtre, le mouvement Wallon catholique, lui succédant en préservant les mêmes aspirations et objectifs que s’était fixé celui-ci à la libération de la Wallonie. Les principaux enjeux mis en avant par le mouvement étaient l’avenir de la Wallonie dans un État unitaire belge remis en cause, la promotion d’un patriotisme wallon et l’affirmation de la place que les catholiques ont à prendre au sein du mouvement wallon. 
Nombreux des membres actifs de Rénovation wallonne se trouvaient être aussi des fondateurs de la Wallonie Catholique tel que les historiens Léopold Genicot, Félix Rousseau. À eux, se sont ajoutés de nouvelles personnalités réputées du monde catholique wallon tel que le chanoine et universitaire Jacques Leclercq, le constitutionnaliste Jean Dabin, les dirigeants syndicalistes Jacques Levaux et Elie Baussart.

## Objectifs et principes de bases du mouvement
L’objectif principal que se fixe Rénovation wallonne en tant que mouvement intellectuel est de « mettre tout en œuvre pour que la Wallonie puisse, tout en jouissant de la paix religieuse, réaliser au plus tôt le statut politique, linguistique, économique et sociale, conforme à ses aspirations et à ses intérêts essentiels ».
Par la même occasion en tant que catholiques, Rénovation Wallonne entend, dans un premier temps, sauvegarder les libertés constitutionnelles leur concernant à savoir la liberté de culte et dans un second temps, inviter les catholiques, minoritaires en Wallonie, à rallier le mouvement wallon pour écarter tout doute autour du caractère anticlérical de ce mouvement.
Rénovation wallonne dans sa démarche militante, se fixe comme principe de ne pas constituer un parti politique à part entière mais bien un mouvement indépendant de tout parti politique, préférant intégrer ses membres au sein d’autres partis politiques afin de les convaincre d'adhérer aux idées de Rénovation Wallonne.

## Programme du mouvement
Pour réaliser ses objectifs, Rénovation Wallonne s’est attelé à travailler sur ce qui constituait l'un des grands chantiers du mouvement wallon, à savoir la création d’un régionalisme fédéral inspiré du projet Truffaut – Dehousse de 1938, se situant à mi-parcours entre « un provincialisme timoré et un fédéralisme téméraire ». Ce régionalisme fédéral consiste à créer de nouvelles institutions de droit public, à savoir les Régions, tel que voulu par les Wallons pour garantir une autonomie législative à leur région dans les domaines culturelles, économiques et sociales sans que celle-ci n’entame un séparatisme avec la Belgique. En ce sens, Rénovation wallonne estime que les solutions provincialistes ne sont pas efficaces pour régler les problèmes majeurs dont la Wallonie est confrontée et ne permettent pas non plus de réunir l’unité morale et économique de celle-ci. Le régionalisme fédéral que prône Rénovation wallonne s’oppose catégoriquement aux idées parlant de confédérations d’États lancées par certains parlementaires lors du deuxième congrès national wallon organisé en 1946. De ce fait, Rénovation wallonne propose la mise en place d’une révision de la Constitution où serait inscrit des dispositions actant la fédéralisation de la Belgique. L’établissement juridique de la Région servirait d’une part d’intermédiaire entre l’État et la province et d’autre part à l’unité de la Wallonie. Les régions comporteraient tous un parlement appelé « Conseil régional » et un gouvernement nommé par le chef de l’État.
Un autre objectif est celui de faire mieux conformer la Wallonie à la culture française afin de ne pas dévier de cette culture et de facto perdre une partie de son identité. Rénovation wallonne soutient le bilinguisme au niveau national qui n’a jamais pu se faire en raison de l’attachement du peuple flamand et wallon respectivement au néerlandais et au français. C’est prioritairement l’emploi des langues en matière d’enseignement qui est défendu par Rénovation wallonne. Celui-ci vise également à redresser la Wallonie du point de vue sociaux-économique. En cela, le mouvement propose le développement de nouvelles techniques industrielles afin de rendre de nouvelles activités possibles ce qui selon le mouvement est hors de portée pour un État unitaire où le pouvoir central ne saurait gérer celles-ci. Selon Robert Royer, les inégalités de pouvoir se sont fait remarquer dans la mesure où les affaires économiques wallonnes étaient gérées par des flamands et des bruxellois.
Quant au domaine social, Rénovation wallonne prévoyait dans son Avant-projet de la révision de la Constitution des modifications quant aux rôles des ouvriers de sorte à améliorer leurs conditions de travail et améliorer leurs situations sociales par l’instauration d’allocations ou de primes. Aux fins de cadrer les aspirations du peuple en matière sociale, le mouvement a jugé utile de proposer la mise en place d’une législation sociale ressortant de la compétence des Régions. Le dernier objectif visé est celui de sauvegarder les libertés constitutionnelles protégeant les minorités philosophiques et plus particulièrement, la minorité chrétienne en Wallonie. Par son ouvrage intitulé Les catholiques et la question wallonne, Jacques Leclercq incite les catholiques wallons à se rattacher fortement au mouvement wallon considérant la question wallonne comme étant une question politique et non religieuse. L’implication des catholiques est souhaitable en vue de conduire le mouvement wallon vers une révolution indispensable à savoir le projet fédéraliste que Rénovation wallonne promeut. Seulement, les catholiques, conscient des bénéfices qu’ils tirent grâce à la majorité flamande sur l’ensemble de la Belgique, se montrent réticents à opter pour la régionalisation de la Wallonie en raison de leur minorité en Wallonie.
Le 15 avril 1961, Rénovation wallonne indique sa position quant aux garanties qui devraient être assurées pour la protection des minorités philosophiques. Deux ans plus tard, en 1963, lors de la sortie de l’ouvrage de Jacques Leclercq, Les catholiques et la question wallonne, celui-ci s'adressa aux catholiques wallons en insistant sur les réels enjeux que sont l’unité et le développement de la Wallonie. Ceux-ci se montrèrent plus convaincu et se rallièrent progressivement aux différents mouvements wallons avec l’espoir de voir leurs droits mieux respectés en tant que Wallons.

## Rénovation wallonne au sein du mouvement wallon (convergences et divergences)

### Divergences avec le Congrès national wallon et leParti social-chrétien(P.S.C)
En 1945, les différents comités de concertation de Rénovation wallonne prirent la décision de ne pas participer au 1er Congrès national wallon du 20 et 21 octobre 1945 convoqué à l’initiative du Mouvement Wallonie Libre. Ce refus d’y participer à titre général en tant que mouvement s’explique en raison de l’absence « de garanties suffisantes quant à la composition et l’orientation (essentiellement libérale et socialiste) de celui-ci », cependant Rénovation wallonne invita ses membres à y participer à titre personnel. Ce premier Congrès national fut présidé par le ministre d’État Joseph Merlot qui avait procédé, à l’occasion de celui-ci, à un vote fondamental sur le statut de la Wallonie où les congressistes étaient invités à voter pour la solution constitutionnelle la plus raisonnable, c’est ainsi que l’autonomie de la Wallonie dans le cadre de la Belgique a été la solution la plus plébiscitée d’entre eux. À la suite de ce 1er congrès, un 2e congrès s’était tenu en avril 1946 où une proposition d’instauration de confédération de deux États régionaux a été proposée par « la commission des questions constitutionnelles » du Congrès, dirigé par Jean Marcy. Lors de celui-ci, Robert Royer prit la parole au nom du mouvement Rénovation wallonne pour y exposer le point de vue du mouvement et déclarer son opposition à la proposition faite soutenant la création d'une confédération de deux États régionaux. Il affirme la nécessité de réunir deux conditions nécessaires et préalables à une effective autonomie de la Wallonie dans le cadre de la Belgique. Il faut que cette autonomie soit suffisante pour assurer la sauvegarde des droits et intérêts des Wallons en matière économique, social et culturelle et qu’elle soit limitée à ce qui est indispensable afin de faire conserver à la Belgique le maximum de cohésion et de viabilité, supprimant ainsi le droit de sécession accordé aux Régions tel qu’énoncé dans la proposition. 
Il s’est ensuivi un 3e, un 4e, un 5e et 6e congrès où à chaque fois les membres de Rénovation wallonne étaient présents, contribuant ainsi aux différentes séances en y exposant leur point de vue et leur projet pour le mouvement wallon et donnant leur avis concernant certains enjeux d’actualité tels que la question royale, le projet de loi du ministre de l’intérieur Vermeylen adaptant le nombre de députés aux résultats du dernier recensement de 1947 en l’augmentant, etc.
Dès la libération en 1945, le P.S.C. se montra hostile à l’idée de régionaliser la Wallonie et se déclara fervent opposant à Rénovation wallonne, estimant les solutions provincialistes plus conformes aux problèmes que rencontre la Wallonie. Bien que les provinces font partie intégrante du cadre fédéral soutenu par Rénovation wallonne à des fins d’ordre administratives.

### Action commune des groupements wallons
Robert Royer souligna au nom de Rénovation wallonne son ouverture aux autres partis politiques wallons ayant pour objectifs principaux la défense de la culture française et la prospérité de la Wallonie. Le point de convergence majeur où se sont retrouvés la majorité des mouvements wallons était la mise en place de l’action commune des groupements wallons. S’ensuivirent toute une série d’événements politiques où les différents groupements wallons s’unissaient pour protester ensemble et faire éveiller la conscience wallonne de la population. Un des exemples est la question scolaire survenu après le projet de loi de Léo Collard ayant profondément affaibli la minorité chrétienne sur le plan de l’enseignement en diminuant l’octroi de subsides aux écoles catholiques et en reversant des subsides aux écoles secondaires d’enseignement libre. Le mouvement wallon dans sa globalité n’a pas pris position sur la loi Collard en raison du respect envers les chrétiens qui composent le mouvement ce qui met d’accord Rénovation wallonne à ce sujet. Un autre exemple, en 1960, où Rénovation wallonne condamna le P.S.C. et les actes du gouvernement Eyskens lorsque celui-ci proposa de réviser le compromis linguistique de 1932. Aussi, les mesures fiscales adoptées par le gouvernement Eyskens provoquèrent la grève générale de l’hiver 1960-1961. S’ensuivirent beaucoup de contestations de la part du mouvement wallon dont Rénovation wallonne.

## La question royale
Rénovation wallonne a tenu une position claire en condamnant « l’insupportable brimade dont est l’objet l’immense majorité des populations wallonne et bruxelloise » à la suite des troubles et manifestations de grandes ampleurs qui se sont déroulés à Bruxelles, Charleroi et Liège, organisés par les anti-léopoldiste qui s’opposaient au retour du Roi Léopold III sur le trône de Belgique.
La question royale posa, donc, un réel souci au mouvement wallon qui se voyait opposé aux flamands. La consultation populaire organisée le 12 mars 1950 donna raison au retour du Roi à ses fonctions. C’est ainsi que 72 % des Flamands ont voté favorable au retour du Roi contre 58 % des Wallons. Le mouvement wallon accusa le P.S.C. et le C.V.P. d’avoir préparé le retour du Roi. Une année après le 5e Congrès wallon tenu en 1949, Rénovation wallonne exprima sa position sur la question royale et affirma : « Le retour de Léopold III ébranlerait gravement le devoir de fidélité des wallons à l’égard de l’État Belge ».
Une campagne anti-léopoldiste est mise en place et à laquelle participeront les différents comités régionaux d’action wallonne. La question royale causa chez Rénovation wallonne, la démission de certains de leur membre qui refusaient de prendre parti concernant le refus du retour du Roi. Rénovation wallonne reprit les mêmes raisons pour lesquelles Wallonie catholique motiva son mépris envers le Roi Léopold III. Jean Dabin, membre du comité consultatif central de Rénovation wallonne qualifia le comportement du Roi d’« indéfendable constitutionnellement ».
La position anti-léopoldiste se pressentait déjà depuis la seconde guerre mondiale, lorsque l’ancêtre de Rénovation wallonne, Wallonie catholique, condamnait le comportement du Roi Leopold III avant et pendant la seconde guerre mondiale. Il avait été déjà fait critique « de la faiblesse coupable du régime envers les nationalistes flamands […] qui eut pour effet de créer une ambiance défaitiste [de même, la critique portait déjà sur] la poursuite de la funeste politique de neutralité inaugurée en 1936 ».
La position adoptée par Rénovation wallonne relative à la question royale est des plus contrastée parmi l’opinion majoritaire des catholiques. Une position que souligne leur attachement indéfectible au mouvement wallon en tant que catholiques minoritaires au sein de celle-ci, notamment en affirmant « la présence catholique dans les rangs wallons dans la lutte Nord-Sud » [et en montrant] « que tous les catholiques n’approuvaient pas la politique suivie par le P.S.C. » sur la question royale.

## La question bruxelloise
Bruxelles fait l’objet d’une attention toute particulière, de la part de Rénovation wallonne, ce pour plusieurs raisons fondamentales propre à l’aspiration des wallons.
En premier lieu, Bruxelles est à considérer comme une ville « qui demeure un centre rayonnant de culture et de civilisation française » d’où il faudra défendre les intérêts et droits des francophones wallons résident à Bruxelles.
L’autre raison qui justifie une accointance régulière entre Rénovation wallonne et Bruxelles est la place que celle-ci devrait occuper dans le cadre d’une fédéralisation de l’État belge. L’agglomération bruxelloise, tel que présentée, dans le projet de réforme institutionnelles, constitue un nœud institutionnel auquel le mouvement wallon doit apporter les solutions adéquates (considérer Bruxelles comme une ville fédérale, la création d’un double réseau d’enseignement, le maintien des règles applicables aux minorités protégées).